# Saša Kalajdžić
Saša Kalajdžić (Horn, 1997. július 7. –) osztrák válogatott labdarúgó, a német Eintracht Frankfurt játékosa kölcsönben az angol Wolverhampton Wanderers csapatától.

## Pályafutása

### Klubcsapatokban
Hét évesen került a Donau Wien csapatához, majd megfordult a Donaufeld Wien és a First Vienna korosztályos együtteseiben is. A Donaufeld Wien csapatánál a felnőttek között is pályára lépett. 2016 nyarán igazolta le az Admira Wacker csapata, ahol előbb középpályás, majd csatárként szerepelt, mind a tartalékok és mind a felnőttek között. 2017. július 30-án mutatkozott be az osztrák Bundesligában az Altach ellen csereként. Augusztus 27-én megszerezte első gólját az Austria Wien ellen. 2019. április 13-án megszerezte első dupláját a klubban a Wacker Innsbruck ellen. Július 5-én négy évre szóló szerződést kötött a német VfB Stuttgart csapatával. 2020. május 28-án mutatkozott be, miután felépült sérüléséből a Hamburger SV elleni Bundesliga-2-es mérkőzésen. Június 21-én első gólját szerezte meg az 1. FC Nürnberg ellen 6–0-ra megnyert találkozón.
2022. augusztus 31-én az angol Wolverhampton Wanderers bejelentette, hogy öt évre szerződtette, amely további 12 hónappal meghosszabbítható. Három nappal később kezdőként debütált a Southampton elleni 1-0-ra megnyert bajnoki találkozón, de a félidőben lecserélték sérülése miatt, amelyről később kiderült, hogy műtétre szoruló szakadása van. 2024. január 7-én kölcsönbe került az Eintracht Frankfurt csapatához.

### A válogatottban
Részt vett a 2019-es U21-es labdarúgó-Európa-bajnokságon, ahol a B csoport harmadik helyén végeztek. 2020. október 14-én debütált a felnőttek között Románia ellen csereként. 2021. március 25-én Skócia ellen megszerezte első két gólját a válogatottban, először egy kipattanó labdát lőtt a kapuba, majd fejjel volt eredményes. 2021 májusában bekerült a 2020-as labdarúgó-Európa-bajnokságra utazó végleges keretbe.

## Család
Ausztriában született, de szerb származású is. Testvére Daniel Kalajdžić az Admira Wacker Mödling II játékosa.

## Statisztika

### Klub
2022. szeptember 3-i állapotnak megfelelően.
| Klub                    | Szezon    | Bajnokság                 | Bajnokság | Bajnokság | Kupa  | Kupa  | Ligakupa | Ligakupa | Nemzetközi | Nemzetközi | Összesen | Összesen |
| Klub                    | Szezon    | Osztály                   | Mérk.     | Gólok     | Mérk. | Gólok |          |          |            |            | Mérk.    | Gólok    |
| ----------------------- | --------- | ------------------------- | --------- | --------- | ----- | ----- | -------- | -------- | ---------- | ---------- | -------- | -------- |
| SR Donaufeld Wien       | 2014–2015 | Osztrák Regionalliga East | 2         | 0         | 0     | 0     | —        | —        | —          | —          | 2        | 0        |
| SR Donaufeld Wien       | 2015–2016 | Wiener Stadtliga          | 16        | 7         | 0     | 0     | —        | —        | —          | —          | 16       | 7        |
| SR Donaufeld Wien       | Összesen  | Összesen                  | 18        | 7         | 0     | 0     | —        | —        | —          | —          | 18       | 7        |
| Admira Wacker II        | 2016–2017 | Osztrák Regionalliga East | 27        | 10        | 0     | 0     | —        | —        | —          | —          | 27       | 10       |
| Admira Wacker II        | 2017–2018 | Osztrák Regionalliga East | 3         | 3         | 0     | 0     | —        | —        | —          | —          | 3        | 3        |
| Admira Wacker II        | 2018–2019 | Osztrák Regionalliga East | 3         | 0         | 0     | 0     | —        | —        | —          | —          | 3        | 0        |
| Admira Wacker II        | Összesen  | Összesen                  | 33        | 13        | 0     | 0     | —        | —        | —          | —          | 33       | 13       |
| Admira Wacker           | 2017–2018 | Osztrák Bundesliga        | 18        | 3         | 2     | 1     | —        | —        | —          | —          | 20       | 4        |
| Admira Wacker           | 2018–2019 | Osztrák Bundesliga        | 15        | 8         | 0     | 0     | —        | —        | 0          | 0          | 15       | 8        |
| Admira Wacker           | Összesen  | Összesen                  | 33        | 11        | 2     | 1     | —        | —        | 0          | 0          | 35       | 12       |
| VfB Stuttgart           | 2019–2020 | Bundesliga 2              | 6         | 1         | 0     | 0     | —        | —        | —          | —          | 6        | 1        |
| VfB Stuttgart           | 2020–2021 | Bundesliga                | 35        | 16        | 3     | 1     | —        | —        | —          | —          | 38       | 17       |
| VfB Stuttgart           | 2021–2022 | Bundesliga                | 15        | 6         | 0     | 0     | —        | —        | —          | —          | 15       | 6        |
| VfB Stuttgart           | 2022–2023 | Bundesliga                | 3         | 0         | 0     | 0     | —        | —        | —          | —          | 3        | 0        |
| VfB Stuttgart           | Összesen  | Összesen                  | 57        | 23        | 3     | 1     | —        | —        | —          | —          | 60       | 24       |
| Wolverhampton Wanderers | 2022–2023 | Premier League            | 1         | 0         | 0     | 0     | 0        | 0        | —          | —          | 1        | 0        |
| Összesen                | Összesen  | Összesen                  | 142       | 54        | 5     | 2     | 0        | 0        | 0          | 0          | 147      | 56       |

### Válogatott
2023. november 20-i állapotnak megfelelően.
| Ausztria | Ausztria        | Ausztria | Ausztria |
| Év       | Pályára lépések | Gólok    |          |
| -------- | --------------- | -------- | -------- |
| 2020     | 2               | 0        |          |
| 2021     | 9               | 4        |          |
| 2022     | 4               | 0        |          |
| 2023     | 4               | 0        |          |
| Összesen | 19              | 4        |          |

### Válogatott gólok
| # | Időpont           | Helyszín                             | Ellenfél    | Gólok | Eredmény | Kiírás                                     |
| - | ----------------- | ------------------------------------ | ----------- | ----- | -------- | ------------------------------------------ |
| 1 | 2021. március 25. | Hampden Park, Glasgow, Skócia        | Skócia      | 1–0   | 2–2      | 2022-es labdarúgó-világbajnokság-selejtező |
| 2 | 2021. március 25. | Hampden Park, Glasgow, Skócia        | Skócia      | 2–1   | 2–2      | 2022-es labdarúgó-világbajnokság-selejtező |
| 3 | 2021. március 28. | Ernst Happel Stadion, Bécs, Ausztria | Feröer      | 3–1   | 3–1      | 2022-es labdarúgó-világbajnokság-selejtező |
| 4 | 2021. június 26.  | Wembley Stadion, London, Anglia      | Olaszország | 1–2   | 1–2 (hu) | 2020-as labdarúgó-Európa-bajnokság         |